# Import One-Stop Shop

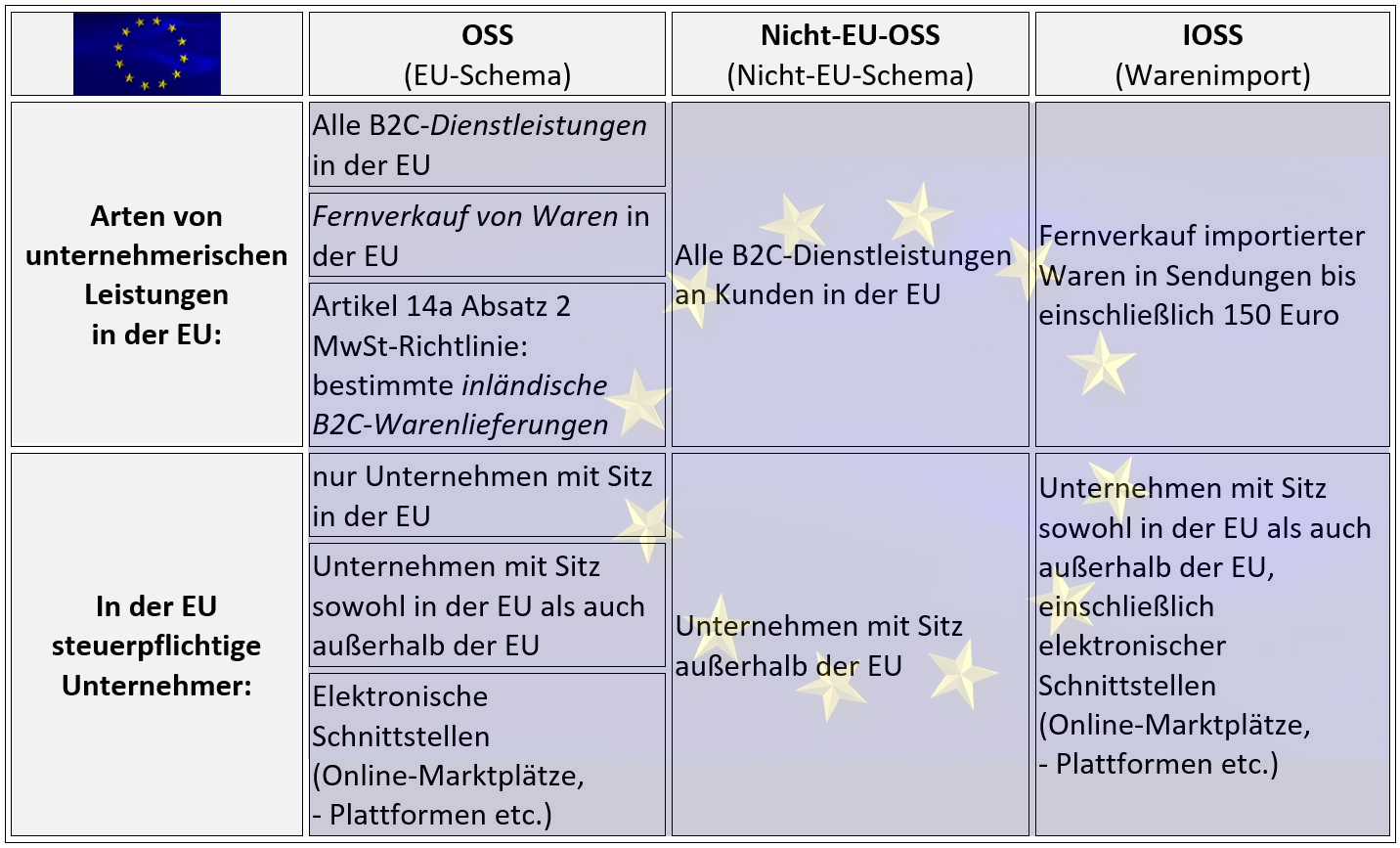
Alle drei OSS-Schemata im Überblick

Import One-Stop Shop (IOSS, dt.: einzige Anlaufstelle für den Import von Waren) bezeichnet in der Europäischen Union ein elektronisches Portal als Anlaufstelle für die Einfuhr von Waren aus Drittländern in die Europäische Union.
IOSS soll die Erklärung und Zahlung der Mehrwertsteuer bei der Einfuhr von Waren in die Europäische Union (EU) vereinfachen. Die Teilnahme am IOSS-Portal ist freiwillig.
Dies wurde erforderlich durch die Abschaffung der Mehrwertsteuerbefreiung für die Einfuhr von Kleinsendungen mit einem Wert bis zu 22 Euro ab dem 1. Juli 2021 bei Business-to-Consumer-Diensten bzw. -Leistungen (B2C). Es ist dies ab 1. Juli 2021 eine neue Regelung für Fernverkäufe von aus Drittgebieten oder Drittländern eingeführten Gegenständen mit einem Wert von 0,01 bis zu 150 Euro.

## Geschichte
Die Systemänderung im Mehrwertsteuerverfahren wurde von der Europäischen Kommission in zwei Etappen vorgeschlagen. Die ersten Maßnahmen sind sodann am 1. Januar 2015 in Kraft getreten. Diese betrafen zuerst Telekommunikations-, Rundfunk- und Fernsehdienstleistungen  sowie elektronisch erbrachte Dienstleistungen an Endkunden (Mini One Stop Shop – MOSS).
Das zweite Maßnahmenpaket wurde sodann vom Rat im Dezember 2017 angenommen. Dadurch wurde die Systemänderung auch auf Fernverkäufe sowie auf jede Art von grenzüberschreitenden Dienstleistungen, die an einen Endkunden in der EU erbracht werden, ausgeweitet (Mehrwertsteuer-Paket für den elektronischen Handel).

## Ziele
Die Änderungen der Handelsströme der Weltwirtschaft und Schaffung neuer Technologien haben auch neue Handelsmöglichkeiten eröffnet und es wird auch davon ausgegangen, dass der elektronische Handel mittels Fernverkäufen weiter zunehmen wird. Insbesondere auch über elektronische Marktplätze oder Plattformen (elektronische Schnittstellen). Um mit diesen Änderungen des E-Commerce Schritt zu halten, wurden auch die EU-Mehrwertsteuerbestimmungen geändert.
Durch das sogenannte „Mehrwertsteuer-Paket“ für den elektronischen Handel soll:
- Mehrwertsteuer dort bezahlt werden, wo der Verbrauch von Waren und Dienstleistungen stattfindet,
- einheitliche Mehrwertsteuerregelung für grenzüberschreitende Lieferungen und Leistungen geschaffen und damit der grenzüberschreitenden Handel vereinfacht werden,
- der Mehrwertsteuer-Betrug bekämpft werden,
- faire Wettbewerbsbedingungen für EU-Unternehmer und E-Commerce-Händler aus Drittstaaten sowie zwischen E-Commerce- und traditionellen Geschäften gewährleistet werden und
- höhere Einnahmen der Unionsmitgliedstaaten infolge gerechterer Besteuerung erreicht werden.

Bis zur Einführung des IOSS-Systems wurden z. B. Händler in der EU benachteiligt, weil diese an Endkunden bei innergemeinschaftlichem Versand Mehrwertsteuer verrechnen mussten, während ein Händler aus einem Drittstaat bei Fern-Warenkäufen bis 22 Euro keine Mehrwertsteuer (Einfuhrmehrwertsteuer) dem Kaufpreis aufschlagen musste. Für Produkte über 22 bis 150 Euro musste der Kunde selbst die Mehrwertsteuer bezahlen.
Alleine durch die Abschaffung der Mehrwertsteuerbefreiung für Lieferungen aus Drittstaaten sollen geschätzt mehr als 7 Milliarden Euro mehr an Steuern bei den Unionsmitgliedstaaten eingenommen werden.

## Umsetzung mit IOSS
Die IOSS ermöglicht es Lieferanten und elektronischen Schnittstellen, die importierte Waren an Käufer in der EU verkaufen (Fernverkauf von Waren), die im Bestimmungsland gültige Mehrwertsteuer zu erheben und an die Steuerbehörden zu zahlen. Der Käufer ist nun nicht mehr verpflichtet, die Mehrwertsteuer zum Zeitpunkt der Einfuhr der Waren in die EU selbst zu zahlen, wie es zuvor der Fall war (nur für Produkte über 22 EUR).
IOSS erleichtert somit die Erhebung, Erklärung und Zahlung der Mehrwertsteuer für Verkäufer aus Drittstaaten, die Fernverkäufe von importierten Waren an Käufer mit Wohnsitz in der EU tätigen. Dadurch wird der Käufer auch nicht mehr mit versteckten Gebühren (Steuern) überrascht. Ist der Verkäufer aus dem Drittstaat jedoch nicht bei der IOSS registriert (dies ist freiwillig), muss der Käufer die Mehrwertsteuer und unter Umständen eine Zollgebühr zahlen, die vom Transportunternehmen (z. B. Post) zum Zeitpunkt der Einfuhr der Waren in die EU erhoben wird.

## Registrierung
Die Registrierung für Unternehmen ist seit dem 1. April 2021 auf dem IOSS-Portal eines beliebigen Unionsmitgliedstaates möglich. Es genügt die Registrierung in einem Unionsmitgliedstaat. Das Unternehmen erhält eine IOSS-Identifikationsnummer (auch: IOSS-Nummer). Ist ein Unternehmen nicht in der EU ansässig, muss dieses zusätzlich einen in der EU ansässigen Vermittler (Fiskalvertreter) beauftragen, um ihren Mehrwertsteuerverpflichtungen gemäß der IOSS nachzukommen und zu garantieren. Die von einer Steuerbehörde in einem Unionsmitgliedstaat erteilte IOSS-Mehrwertsteuer-Identifikationsnummer wird allen anderen Zollbehörden in der EU elektronisch zur Verfügung gestellt. Diese Datenbank der IOSS-Mehrwertsteuer-Identifikationsnummern ist jedoch nicht öffentlich. Bei einer Zollanmeldung prüfen die Zollbehörden die IOSS-Mehrwertsteuer-Identifikationsnummer anhand der Datenbank der IOSS-Mehrwertsteuer-Identifikationsnummern. Ist die IOSS-Nummer gültig und beträgt der Sachwert der Sendung nicht mehr als 150 Euro, verlangen die Zollbehörden keine sofortige Entrichtung der Mehrwertsteuer auf Waren mit geringem Wert, die über die IOSS registriert wurden.
IOSS kann nur für die ab dem 1. Juli 2021 verkauften Waren angewendet werden.

## Nichtteilnahme an IOSS
Nimmt ein Unternehmen nicht an IOSS teil, muss der Kunde bei der Einfuhr der Waren in die EU die Mehrwertsteuer selbst bezahlen. Postbetreiber oder Kurierdienste können dem Kunden zusätzlich eine Abfertigungsgebühr in Rechnung stellen, um die nun erforderlichen Kosten für (Zoll-)Formalitäten bei der Einfuhr von Waren abzudecken. Kunden in der EU erhalten die bestellte Ware dann erst nach Zahlung der Mehrwertsteuer.
Dies kann auch zur Folge haben, dass der Kunde die Annahme des betreffenden Pakets wegen der Mehrkosten ablehnt.
Der Unternehmer, der nicht an IOSS teilnimmt, muss die zoll- und steuerrechtlichen Verpflichtungen in jedem Unionsmitgliedstaat (in welchen er liefert) getrennt erfüllen und sich dort registrieren lassen.

## Ausnahmen
Werden mehrere Waren an denselben Käufer verkauft und übersteigen diese einen Warenwert pro Paket von 150 EUR, werden diese Waren bei der Einfuhr in den EU-Mitgliedsstaat besteuert (Einfuhrumsatzsteuer);
Bei Fernverkauf von Waren durch eine elektronische Schnittstelle, wie einen Marktplatz oder eine Plattform, ist diese elektronische Schnittstelle für die fällige Mehrwertsteuer verantwortlich.
Bei Waren, die Gegenstand von Verbrauchssteuern sind (z. B. Alkohol oder Tabakprodukte), ist keine Abwicklung über die IOSS möglich. Auch wenn diese verbrauchssteuerpflichtigen Waren Gegenstand eines Fernverkaufs aus Drittländern sind, fallen diese nicht unter die IOSS-Regelungen.

## Rechtsvorschriften
- Richtlinie 2006/112/EG des Rates über das gemeinsame Mehrwertsteuersystem (MwSt-Richtlinie),
- Durchführungsverordnung (EU) Nr. 282/2011 (MwSt-Durchführungsverordnung),
- Verordnung (EU) Nr. 904/2010 (Verordnung über die Zusammenarbeit der Verwaltungsbehörden)
- Richtlinie (EU) 2017/2455 des Rates,
- Verordnung (EU) 2017/2454,
- Durchführungsverordnung (EU) 2017/2459,
- Richtlinie (EU) 2019/1995 des Rates,
- Durchführungsverordnung (EU) 2019/2026 des Rates,
- Durchführungsverordnung (EU) 2020/194,
- Beschluss (EU) 2020/1109 des Rates,
- Verordnung (EU) 2020/1108 des Rates,
- Durchführungsverordnung (EU) 2020/1112 des Rates,
- Durchführungsverordnung (EU) 2020/1318 der Kommission.